# Oskar Matute
Oskar Matute García de Jalón (Baracaldo, 5 de octubre de 1972) es un político español, portavoz de Alternatiba desde 2009. Actual portavoz adjunto de Euskal Herria Bildu en el Congreso de los Diputados, donde ejerce de diputado por Vizcaya desde 2016, también fue diputado en el Parlamento Vasco por Ezker Batua-Berdeak entre 2002 y 2009, escaño que volvió a ocupar entre 2012 y 2016 por Euskal Herria Bildu.

## Biografía
Diplomado en empresariales por la Universidad del País Vasco, Matute se inició en el activismo social a través de los movimientos de insumisión al servicio militar y el movimiento pacifista Elkarri. Además es miembro de la Fundación Viento Sur, la Fundación Gogoa y Comisiones Obreras.
Fue coordinador de la Presidencia de Ezker Batua-Berdeak y de la Presidencia Federal de Izquierda Unida, y ha sido miembro del Parlamento Vasco en las VII y VIII legislaturas. En ambas ejerció como vicepresidente de la Comisión de Ordenación Territorial, Transportes y Medio Ambiente; en la VIII, ocupó además el cargo de Presidente de la Comisión de Control Parlamentario de Euskal Irrati Telebista.
Se incorporó a la dirección de Ezker Batua en representación del colectivo Ekaitza, surgido en 1993 como una corriente interna partidaria del soberanismo vasco, el derecho de autodeterminación, los movimientos sociales alternativos y la participación ciudadana en las decisiones políticas. A raíz de la participación de Ezker Batua en el Pacto de Estella de 1998, la corriente Ekaitza se transformó en Batzen, de la que también fue portavoz. Por aquel entonces, Matute también era miembro de Espacio Alternativo dentro de Izquierda Unida.
En 2008 encabezó la única candidatura alternativa en la VII Asamblea de Ezker Batua y que fue respaldada por los sectores críticos Batzen y Encuentro Plural Alternativo; pero el Partido Comunista de Euskadi, que hasta entonces se había mostrado discrepante con la dirección, optó por apoyar la candidatura principal, con lo que finalmente se ratificó de nuevo a Javier Madrazo como coordinador general, cargo del que dimitió ante los malos resultados electorales que obtuvo su formación en las elecciones al Parlamento Vasco de 2009.
Paralelamente participó en la fundación de Alternatiba Eraikitzen ('construyendo la alternativa', en euskera), inicialmente una organización sociopolítica que pretendía refundar la izquierda vasca y que se constituyó en partido político con el nombre de Alternatiba, abandonando definitivamente Ezker Batua, en abril de 2009. Alternatiba, que se define como un partido soberanista y de izquierdas, en 2011 se integró en la coalición electoral Bildu junto con Eusko Alkartasuna e independientes de la izquierda abertzale. En las elecciones municipales de 2011 Oskar Matute cerró la lista de Bildu en Baracaldo.
En las elecciones al Parlamento Vasco de 2012 resultó elegido como integrante de la lista de la coalición Euskal Herria Bildu (EH Bildu) por la circunscripción de Vizcaya. En las elecciones de 2016 encabezó la lista de EH Bildu al Congreso por Vizcaya, resultando elegido diputado, por lo que fue sustituido en el Parlamento Vasco por la abogada Jone Goirizelaia. Desde entonces ha repetido escaño en las siguientes elecciones.